# فهد بن عبد العزيز السنيدي
فهد بن عبد العزيز بن عبد الله السنيدي (من مواليد 3 ديسمبر 1970) إعلامي سعودي من مواليد محافظة شقراء في الوشم، حاز على المركز الأول على المذيعين في الوطن العربي بحسب الجائزة العالمية لخدمة العمل الإسلامي في مجال الإعلام لعام 2005 التابعة لـ رابطة الفن الإسلامي العالمية وجمعية الإصلاح بمملكة البحرين 
يسكن الرياض بالإضافة إلى تنقله المستمر في عمله الإعلامي، وخلال مسيرة حياته تميز بعدم ارتباطه بأي عمل يومي الخميس والجمعة منذ أكثر من عشرين عاماً حيث خصصهما لوالديه المستقرين خارج الرياض في مزرعتهما الخاصة، أجرت عدد من الصحف والمجلات ومواقع الإنترنت معه أكثر من لقاء سلطت من خلاله الضوء على أهم جوانب شخصيته وله موقع على شبكة المعلومات يهتم بنشاطه الخاص بالإضافة إلى إشرافه على عدد من المنتديات.

## الإعلام
على الصعيد الإعلامي التحق السنيدي بـإذاعة القرآن الكريم عام 1414 هـ وأصبح واحداً من أهم المذيعين بها حيث قدم عدداً من البرامج منها:
- نور على الدرب نلتقي
- شرح التجريد الصريح من أحاديث الجامع الصحيح
- ثمرات المطابع
- ندوة الإذاعة
- مسابقة رمضان
- مع أئمة المساجد
- المجلة الإسلامية
- رسائل المستمعين
- معكم على الهواء
- قضايا تربوية
- نفحات رمضانية
- من أقوال الرسول ﷺ
- دروس في العقيدة
- شرح كتاب الإيمان لشيخ الإسلام ابن تيمية

وغيرها من برامج المناسبات واللقاءات والحوارات المختلفة

## العمل
درب عدداً من المذيعين الإعلاميين الذين شقوا طريقهم حالياً في الإذاعة بعد أن تدربوا على يديه، أما الإعلام المرئي الفضائي فقد التحق بقناة المجد الفضائية قبل أنطلاقها وسجل عدداً من البرامج التي شكلت رصيداً افتتاحياً للقناة أسهمت في انطلاقتها ومن هذه البرامج:
- رمضان في حياتهم: وهو أول برنامج يومي مسجل كاملاً قدمته القناة سجل قبل أنطلاقتها حيث بث مع بدء دورتها الأولى عام 1423 هـ
- برنامج (ذكرياتهم في الحج)
- برنامج (ساعة حوار): وهو أول برنامج مباشر ينطلق من الرياض للقناة حيث استضاف فيه عدداً من الشخصيات العربية والعالمية في شتى مجالات السياسة والاقتصاد والفكر، حاز البرنامج على مراكز متقدمة في نسبة المشاهدين، فقد حصل على المركز الأول حسب تصنيفهم له في البرامج الدينية من حيث محتوى وأسلوب الطرح في استفتاء أجرته قناة دريم، وفي دراسة تجميعية - تسمى (TRP) - حصل برنامج ساعة حوار على أعلى نسبة مشاهدة خلال ثلاثة أشهر في قناة المجد بالإضافة إلى مراكز متقدمة تراوحت بين الثالث عشر والثامن على أكثر من مائتي برنامج حواري عربي، وهناك دراسات أخرى أكدت هذه النسب ومنها ما أجرته كلية الإعلام بـ مصر حيث نال هذا البرنامج بشكل خاص مراكز متقدمة وصلت في بعض الفترات إلى المركز الثالث على مستوى مصر.
- برنامج صفحات من حياتي: وهو برنامج يوثق حياة أعلام الأمة حيث قابل فيه أكثر من ثلاثمائة شخصية عربية وإسلامية حكت تجربتها به.
- برنامج القارة المنسية: وهو برنامج وثائقي صوره في أدغال أفريقيا، وهو البرنامج الذي أحدث ضجة إعلامية كبيرة، وتفاعل معه المشاهدون في مواقع الإنترنت والصحف وغيرها، وتميز بطريقته وأسلوبه في العرض الوثائقي لتلك القارة، وقد أثر على الدعوة وتناميها هناك.
- برنامج غرائب الهند: رصد فيه أهم وأشهر غرائب شبة القـارة الهندية.
- برنامج نسمات: وهو برنامج في تعظيم الله.
- برنامج (ابتهالات)
- برنامج (أسرار الأمازون) وهو عبارة عن رحلة قام بها إلى البرازيل ورصد فيها أهم غرائبها.
- برنامج (أسرة ناجحة) وهو برنامج جديد في فكرته حول أسرة لا يقلون عن أربعة أخوه حققوا نجاحاً في حياتهم وقدم فيه ثلاثين حلقة.
- برنامج (70 رمضآن) وهو برنامج يستضيف فيه كبار السن، يتحدثون عن الصعوبات التي كانوا يعايشونها في شهر رمضان في الأعوام السابقة عرض على قناة المجد برمضان 1431 هـ.

بالإضافة إلى عدد من البرامج الخاصة وتغطية المناسبات والمشاركة في حلقات معينة لمواضيع طارئة، هذا وقد أسهم في إعداد كوادر إعلامية من خلال إقامته للدورات الإعلامية وبالذات دورة صناعة المذيع الناجح التي التحق بها حتى الآن أكثر من مائتي متدرب أغلبهم الآن في الفضائيات والإذاعات يطبقون ماتلقوه.

## النتاج الأدبي
صدرت للسنيدي عدد من الكُتب منها:
- نفحات رمضانية عن دار الوطن 1424هـ
- الإذاعات الدينية – إذاعة القرآن الكريم نموذج حي – تجربتي مع الإذاعة 1426هـ
- صناعة المذيع الناجح عام 1430 صادر عن دار الإسلام اليوم.
- في صحبة السميط رحله في اعماق القارة المنسية

بالإضافة إلى رسالته في الماجستير والدكتوراه وعدد من الأبحاث والكتابات الموجودة على شبكة المعلومات.

## أشرطة مسموعة
كما أصدر عدداً من الأشرطة المسموعة من أهمها:
- أقدار وهو في جزئين.
- ورقات عام صدر في أربع سنوات متتالية.
- مجلة النجاح.
- المجلة الإسلامية.
- مشاهداتي في أفريقيا.

## اعتقاله
أوقفت السلطات السعودية عام 2013، برنامج “140” الذي كان يقدمه السنيدي في شهر رمضان، على قناة “المجد”، بعد استضافته الأكاديمي المعتقل أيضا محمد الحضيف.
ونشر الحساب الرسمي لـِ «معتقلي الرأي في السعودية» في موقع تويتر، ذكرى مرور 10 أشهر على دوام اعتقال السلطات السعودية للإعلاميين السعوديين فهد السنيدي ومساعد الكثيري
اللذين اعتقلا منذ شهور دون توجيه أي تهم لهما ولغيرهما من عشرات المعتقلين السياسيين ومعتقلي الرأي والدعاة والأكاديميين.
وقال الحساب: «في مثل هذا اليوم قبل 10 أشهر اعتقلت السلطات الإعلامي الشاب فهد السنيدي الذي فضح تدخل السلطات في توجيه الرأي العام، وكان دائما يدعو إلى الإعلام الهادف البناء».
وذكر الحساب الإعلامي والتربوي مساعد الكثيري "المعتقل بلا تهمة وبلا مسببات قانونية منذ 14-9-2018.

## وصلات خارجية
- الموقع الخاص على شبكة الإنترنت
- الموقع التدريسي في جامعة الملك السعود